# 진퍼리꽃나무
진퍼리꽃나무는 진달래과 산앵도나무아과의 나무이다.

## 분포
함경북도와 만주 지역에서 볼 수 있는 진달래과의 나무로 습지나 초지에서 자주 볼 수 있다.가끔은 경기도나 강원도 고산지역에서 보이기도 하는 상록수이며 최대 100m까지 자란다.